# زالتسگیتر
شهر زالتسگیتر (به آلمانی: Salzgitter) در ایالت نیدرزاکسن در کشور آلمان واقع شده‌است.